# Gustavo Martínez Alomía
Gustavo Martínez Alomía (1864 - 1912) fue un escritor, periodista e historiador mexicano nacido en San Francisco de Campeche y muerto en Veracruz. Entre otras obras fue autor de Historiadores de Yucatán, libro publicado en 1906 que ofrece apuntes biográficos sobre los historiadores de la península de Yucatán desde el siglo XVI hasta finales del XIX. Integró y fue poseedor de una importante biblioteca especializada en la historia de la península yucateca, existente en la actualidad a cargo del Museo Arqueológico, Etnográfico e Histórico de Campeche.

## Datos biográficos
Debió interrumpir su formación académica por enfermedad, obligándose a ser autodidacta. Desde joven, siguiendo su vocación, se concentró en estudios historiográficos. Después de dedicarse al comercio durante un tiempo, se convirtió en tenedor de libros y constituyó una de las más importantes bibliotecas de México, misma que fue adquirida en 1916 por el gobierno constitucionalista. Años más tarde, hacia 1941, la biblioteca fue cedida al gobierno del estado de Campeche.
Publicó a partir de 1888 y durante nueve años, junto con sus hermanos Santiago y Salvador, el periódico El Reproductor Campechano que actuó en su época como órgano de oposición política a los gobiernos constituidos de Campeche, razón por la cual Martínez Alomía sufrió persecución política y represión.
Fue redactor del periódico El Progreso Latino de la Ciudad de México. También publicó artículos en la Revista de Mérida.

## Obra
Entre otras publicó las siguientes obras:
- Apuntes relativos a los tenientes de rey en Campeche, 1892.
- Viaje arqueológico a los Chenes, 1894.[2]
- Monografía de la primera misa que se dijo en la península de Yucatán, 1897.
- Introducción de la imprenta en Campeche y cien portadas de impresos mexicanos, 1902.
- Historiadores de Yucatán, 1906.